# Amélie Beaury-Saurel

Séverine, 1893

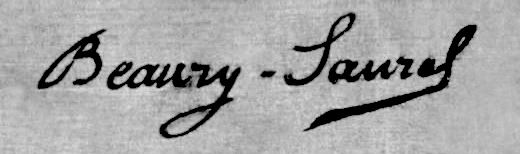
Firma.

Amélie Beaury-Saurel (Barcellona, 19 dicembre 1848 – Parigi, 30 maggio 1924) è stata una pittrice francese.

## Biografia
Nata in Spagna da genitori francesi, studiò all'accademia privata Julian, a Parigi, con Jules Joseph Lefebvre, Tony Robert-Fleury e Jean-Paul Laurens. Ritrattista rinomata, ebbe le lodi di Léon Bonnat. Debuttante nel Salon del 1874, ottenne un buon successo nell'Esposizione del 1880, la terza medaglia nel 1885 e la medaglia di bronzo all'Esposizione universale di Parigi del 1889. Un altro premio fu ottenuto nel 1891 all'Esposizione Blanc et Noir per il quadro Le travail de M. Frey, maître d'armes.
Sposò Rodolphe Julian nel 1895, occupandosi della scuola femminile e proseguendo la sua attività ritrattistica. Continuò a esporre fino alla morte avvenuta nel 1924.
Molto generosa, Amélie Beaury-Saurel soccorse sempre economicamente la madre e la sorella. Dopo la morte di Julian, acquistò a Lapalud il "Château Julian" in memoria del marito, nato in questo paese della Provenza.

## Opere
- 1873 - Christ en croix, chiesa di Saint-Etienne, Issy-les-moulineaux
- 1884 - Portrait d'une femme noire
- 1891 - Le travail de M. Frey, Maître d'armes
- 1893 - Portrait de Séverine
- 1894 - Dans le bleu, Toulouse, Musée des Augustins
- 1894 - Le repos du modèle, Musée d'Amiens
- 1913 - Portrait de Mme G. C.
- 1914 - Nos éclaireuses
- 1919 - Jean-Paul Laurens (1838-1921), Parigi, Musée d'Orsay
- 1922 - Portrait de Gilbert Dupuis
- 1923 - Portrait de M. Bénédite (1859-1925) conservateur du Musée du Luxembourg Parigi, Musée d'Orsay
- 1924 - Portrait d'Alexis Ballot-Beaupré (1836-1917), Parigi, Corte di Cassazione